# سو برانان ووكر
سو برانان ووكر (بالإنجليزية: Sue Brannan Walker)‏ هي كاتِبة وأستاذة جامعية وشاعرة أمريكية، ولدت في 1940.